# Muri bei Bern
Muri bei Bern är en ort och kommun i distriktet Bern-Mittelland i kantonen Bern, Schweiz. Kommunen har 13 530 invånare (2023).
Kommunen består huvudsakligen av två orterna Muri och Gümligen med cirka 6 000 invånare vardera. Av kommunens cirka 760 hektar är 150 hektar täckt av skog, 190 hektar täckt av ängrar och åkrar och ungefär 340 hektar bostadsområde.
Kommunen ingår i Berns kollektivtrafik med bland annat en spårvägslinje från Bern och en pendeltågsstation i Gümligen.
Föreningen BSV Bern med hemmaarena i Gümligen spelar sedan 1960-talet i högsta divisionen i handboll.